# Киркел
Киркел (њем. Kirkel) општина је у њемачкој савезној држави Сарланд. Једно је од 7 општинских средишта округа Сарпфалц. Према процјени из 2010. у општини је живјело 10.105 становника. Посједује регионалну шифру (AGS) 10045115.

## Географски и демографски подаци
Киркел се налази у савезној држави Сарланд у округу Сарпфалц. Општина се налази на надморској висини од 225–381 метра. Површина општине износи 31,4 km². У самом мјесту је, према процјени из 2010. године, живјело 10.105 становника. Просјечна густина становништва износи 322 становника/km².

## Међународна сарадња
| Мјесто | Држава    | Врста сарадње | Од    |
| ------ | --------- | ------------- | ----- |
|        | Француска | партнерство   | 1980. |
| Извор  |           |               |       |